# Eurithia indica
Eurithia indica är en tvåvingeart som beskrevs av Lahiri 2003. Eurithia indica ingår i släktet Eurithia och familjen parasitflugor.
Artens utbredningsområde är Sikkim. Inga underarter finns listade i Catalogue of Life.